# روبرتو فراری (ژیمناست)
روبرتو فراری (انگلیسی: Roberto Ferrari; ۸ دسامبر ۱۸۹۰ – ۲۷ سپتامبر ۱۹۵۴) ژیمناست هنری اهل ایتالیا بود.